# Stein im Fricktal
Stein im Fricktal ist der Name eines im November 2015 gescheiterten Fusionsprojekts zwischen den Gemeinden Stein, Mumpf, Obermumpf und Schupfart im Kanton Aargau, Schweiz.
Während die Stimmberechtigten der Gemeinden Mumpf, Obermumpf und Schupfart die Fusion an den jeweiligen Gemeindeversammlungen deutlich guthiessen, hat sich eine starke Mehrheit in Stein – 81 dafür, 220 dagegen – gegen die Fusion ausgesprochen.